# Kelpmeeuw
De kelpmeeuw (Larus dominicanus) is een vogel uit de familie meeuwen (Laridae). De meeuw komt wijd verspreid voor langs kusten op het zuidelijk halfrond.

## Kenmerken
De vogel is 54 tot 65 cm lang, heeft een spanwijdte van 128 tot 142 cm en weegt 0,9 tot 1,3 kg. Deze meeuw lijkt sterk op de kleine mantelmeeuw (L. fuscus), maar onderscheidt zich daarvan door grijze poten (in plaats van geel) en hij is wat zwaarder gebouwd en heeft ook een forsere snavel.

## Verspreiding en leefgebied
De soort telt vijf ondersoorten:
- L. d. dominicanus: Zuid-Amerika, de Falklandeilanden, Zuid-Georgia en de Zuidelijke Sandwicheilanden, Australië en Nieuw-Zeeland.
- L. d. vetula: zuidelijk Afrika en verder langs de Afrikaanse westkust tot Senegal
- L. d. judithae: de subantarctische eilanden van de Indische Oceaan.
- L. d. melisandae: zuidelijk en zuidwestelijk Madagaskar.
- L. d. austrinus: Antarctica en de antarctische eilanden.

De kelpmeeuw broedt aan de kusten en op eilanden van het zuidelijk halfrond. Buiten de broedtijd houdt de Afrikaanse ondersoort zich uitsluitend op in kustgebieden. Elders, vooral in Zuid-Amerika bezoekt de vogel ook grote meren, rivieren, weilanden en akkerland in het binnenland. In Nieuw-Zeeland wordt de vogel zelfs bij bergmeren aangetroffen.

## Voortplanting
Het vrouwtje legt meestal twee of drie eieren en beide ouders voeden de jongen.

## Status
De grootte van de wereldpopulatie werd in 2012 geschat op 3,3 tot 4,3 miljoen individuen. Men veronderstelt dat de soort in aantal vooruit gaat. Om deze redenen staat de kelpmeeuw als niet bedreigd op de Rode Lijst van de IUCN.